# 斯皮欽齊
49°24′39″N 29°9′14″E / 49.41083°N 29.15389°E
斯皮欽齊（烏克蘭語：Спичинці），是烏克蘭的村落，位於該國西南部文尼察州，由文尼察區負責管轄，始建於1360年，面積0.17平方公里，海拔高度249米，2001年人口476，人口密度每平方公里2,850.3人。